# Зекки, Осман Велиуллаевич
Осман Велиуллаевич Зекки (15 июня 1909, Бахчисарай — 15 декабря 1981, Алма-Ата) — советский режиссёр и кинооператор; заслуженный деятель искусств Бурятской АССР (1953) и Казахстана (1969).

## Биография
В 1937 году окончил операторский факультет ВГИКа и начал работать ассистентом оператора Дальневосточной студии хроники (Хабаровск) по киножурналу «Советский Дальний Восток». В 1938 году — ассистент режиссёра на Центральной студии хроники, где снял (совместно с другими операторами) фильмы «Цветущая Бурят-Монголия» (1940), «На рубежах Забайкалья» (1942), «Советская Бурят-Монголия» (1943), «Жемчужина Сибири» (1953), «В краю эвенков» (1953). Член КПСС с 1943 года.
В 1953 году перешел на Алма-Атинскую студию (ныне «Казахфильм»), руководил там сектором хроники и в качестве главного оператора снял фильмы «Лиманное орошение» (1954), «Абай», «Камышитовый дом» (оба в 1956), «Битва за миллиард» (1957). С 1957 г. совмещал работу оператора с режиссёрской, а иногда и авторской (фильмы «Береги честь своего города», «Праздник дружбы»). В 1960 г. в качестве режиссёра-оператора снял совместно с В. Шаталовым хроникально-документальный фильм «Дорога из мрака», в 1963 г. — «Краденая жизнь», в 1964 г. — «Бездна», в 1965 г. — «По призыву Родины». Также ему принадлежат фильмы: «С ножом за пазухой» (1966), «Были степей Казахстана» (1967), «Я здесь дома» (1971).

## Фильмография

### Оператор

#### Документальные фильмы
- 1937 — «Советская Камчатка»
- 1938 — «Советский Дальний Восток»
- 1940 — «Цветущая советская Бурят-Монголия»
- 1943 — «Советская Бурят-Монголия»
- 1944 — «На рубежах Забайкалья»
- 1945 — «Красноярские столбы»
- 1951 — «В краю эвенков»
- 1952 — «Жемчужина сибирской тайги»
- 1954 — «Лиманное орошение»
- 1955 — «Абай»
- 1955 — «50 лет со смерти Абая Кунанбаева»
- 1956 — «Камышовый дом»
- 1956 — «Битва за миллиард»
- 1957 — «Береги честь своего города»
- 1957 — «Праздник дружбы»
- 1957 — «От Алма-Аты до Сталинграда»
- 1957 — «Цвети, наша дружба»
- 1960 — «Большой праздник в Ираке»
- 1960 — «Дорога из мрака»
- 1962 — «Народные дарования»
- 1963 — «Краденая жизнь»
- 1965 — «По призыву Родины»
- 1966 — «С ножом за пазухой»
- 1966 — «Алма-Ата завтра»
- 1967 — «Были степей Казахстана»
- 1973 — «Дороги мира и дружбы»

#### Художественные фильмы
- 1958 — «Далеко в горах»
- 1971 — «Здесь я дома»

### Режиссёр

#### Документальные фильмы
- 1957 — «Береги честь своего города»
- 1957 — «Праздник дружбы»
- 1957 — «От Алма-Аты до Сталинграда»
- 1960 — «Дорога во мраке»
- 1962 — «Народные дарования»
- 1963 — «Краденая жизнь»
- 1965 — «По призыву Родины»
- 1966 — «С ножом за пазухой»
- 1966 — «Алма-Ата завтра»
- 1969 — «Яик — светлая река»
- 1975 — «Бессмертие в почтовом ящике»
- 1976 — «Зовёт урожай»

#### Художественные фильмы
- 1964 — «Бездна»